# 広島県道460号栗谷河津原線
広島県道460号栗谷河津原線（ひろしまけんどう460ごう くりたにかわづはらせん）は、広島県大竹市から廿日市市に至る一般県道である。

## 概要
大竹市栗谷町大栗林から廿日市市河津原に至る。

### 路線データ
- 起点：大竹市栗谷町大栗林（国道186号交点、広島県道289号栗谷大野線起点）
- 終点：廿日市市河津原（河津原交差点、広島県道30号廿日市佐伯線交点、広島県道42号大竹湯来線上）
- 実延長：約5.8 km

## 路線状況
廿日市市域にある大竹市の飛地を串刺しにして通っているため、重用部分で13回、単独部分で3回も大竹市・廿日市市境を通過する。単独区間には狭隘箇所があり、大型車の通行は困難である。

### 重複区間
- 広島県道289号栗谷大野線（大竹市栗谷町大栗林（起点） - 廿日市市大野）
- 広島県道42号大竹湯来線（廿日市市友田 - 廿日市市河津原・河津原交差点（終点））

## 地理

### 通過する自治体
- 大竹市
- 廿日市市

### 交差する道路
| 交差する道路                                                 | 市町村名 | 交差する場所 | 交差する場所        |
| ------------------------------------------------------------ | -------- | ------------ | ------------------- |
| 国道186号 広島県道289号栗谷大野線 重複区間起点               | 大竹市   | 栗谷町大栗林 | 起点                |
| 広島県道289号栗谷大野線 重複区間終点                         | 廿日市市 | 大野         |                     |
| 広島県道42号大竹湯来線 重複区間起点                          | 廿日市市 | 友田         |                     |
| 広島県道30号廿日市佐伯線 広島県道42号大竹湯来線 重複区間終点 | 廿日市市 | 河津原       | 河津原交差点 / 終点 |

### 沿線
- 大竹市役所 栗谷支所
- 広島紅葉カントリークラブ
- 蛇喰岩